# قصه‌های ناتمام
قصه‌های ناتمام نومه‌نور و سرزمین میانه (انگلیسی: Unfinished Tales of Númenor and Middle-earth) مجموعه داستان‌هایی نوشته شده توسط جی. آر. آر. تالکین هستند که هیچ‌گاه در زمان زندگی او تکمیل و چاپ نشد. اما بالاخره در سال ۱۹۸۰ توسط پسر او، کریستوفر تالکین ویرایش و چاپ شد.